# العلاقات السعودية النيوزيلندية
يربط نيوزيلندا بمنطقة الـخليج والـمملكة بشكل خاص علاقات اقتصادية قوية، حيث تعتبر الـسعودية المحطة الأولى في الشرق الأوسط للصادرات النيوزيلندية، ويتم التبادل عن طريق تصدير منتجات الألبان ولحوم الأغنام والمنتجات الخشبية إلى الـمملكة مقابل استيراد النفط، كما أن قطاع التعليم يعتبر من القطاعات ذات الاهتمام المشترك حيث يبلغ عدد الطلاب الـسعوديين في نيوزيلندا عدة آلاف طالب وطالبة، ويوجد تعاون مشترك بين عدد من الجامعات الـسعودية والنيوزيلندية في الأبحاث المتعلقة بالدراسات الجيولوجية.

## التعاون العلمي
- طلاب سعوديون في نيوزيلندا: يبلغ عدد الطلاب السعوديين في نيوزيلندا عدة آلاف طالبٍ وطالبة، ممّا يُساهم في تعزيز التبادل الثقافي بين البلدين.
- التعاون بين الجامعات: يوجد تعاونٌ مشتركٌ بين عددٍ من الجامعات السعودية والنيوزيلندية في مجالاتٍ بحثيةٍ مختلفة، مثل الدراسات الجيولوجية والعلوم الزراعية

## التعاون الاقتصادي
تتمتع العلاقات الاقتصادية بين المملكة العربية السعودية ونيوزيلندا بتعاون مثمر في مجالات التجارة والاستثمار. في أغسطس 2024، بلغت قيمة الصادرات السعودية إلى نيوزيلندا 44.8 مليون ريال سعودي، تضمنت "الأسمدة ولدائن ومصنوعاتها"، في حين بلغت الصادرات غير النفطية 49.9 مليون ريال سعودي، وتصدرتها "منتجات الصناعات الكيميائية". أما الواردات السعودية من نيوزيلندا، فقد بلغت 224.7 مليون ريال سعودي، حيث هيمنت عليها منتجات الألبان واللحوم.
في مجال الاستثمار، يركز التعاون بين البلدين على تعزيز التدفقات المتبادلة، ودعم الاستثمارات في القطاعات الحيوية مثل الطاقة المتجددة، الزراعة، والتكنولوجيا. وتسعى الدولتان إلى تعظيم الفائدة الاقتصادية من خلال استكشاف مجالات جديدة للشراكة، بما يتماشى مع رؤية السعودية 2030.

## وصلات خارجية
- القنصلية الـسعودية في نيوزيلندا